# 2 Pomorski Batalion Taborowy
2 Pomorski batalion taborowy (niem.  Pommersches Train-Bataillon Nr. 2, od 1914 jako Abteilung) – batalion wojsk kolejowych okresu Cesarstwa Niemieckiego.
Sformowany 21 kwietnia 1853. Stacjonował w Szczecinie-Dąbiu (Altdamm), przyporządkowany do II Korpusu Armijnego. Brał udział w działaniach zbrojnych okresu I wojny światowej.